# پیتر اوتول
پیتر شیموس لورکان اوتول (به انگلیسی: Peter Seamus Lorcan O'Toole) (زادهٔ ۲ اوت ۱۹۳۲ در کانمارا، ایرلند - درگذشتهٔ ۱۴ دسامبر ۲۰۱۳ در لندن) بازیگر سینمای هالیوود بود که بیشتر به‌خاطر بازی در فیلم لورنس عربستان شهرت فراوان دارد.
«پیتر اوتول» بازیگر هالیوودی که هشت نامزدی اسکار و کسب سه جایزه گلدن گلوب از جمله افتخارات سینمایی او بود.

## زندگی
اوتول پس از خدمت در نیروی دریایی و تحصیل در آکادمی سلطنتی هنرهای دراماتیک، وارد عرصهٔ بازیگری شد و در اولین حضور موفق خود در نقش اصلی نمایش‌های هملت و تاجر ونیزی ظاهر شد.
اوتول با بازی در فیلم لورنس عربستان به اوج شهرت رسید؛ فیلمی که هفت جایزه اسکار از جمله بهترین فیلم و بهترین کارگردانی را برای دیوید لین به ارمغان آورد.

## افتخارات
این سینماگر سالمند، با بازیگری در نقش یک ماجراجوی انگلیسی، اولین نامزدی اسکار خود را تجربه کرد و پس از آن مسیر اسکار برای او باز شد و هفت بار دیگر نیز توانست نامزد جایزهٔ اسکار بهترین بازیگر شود.
پس از اولین نامزدی اسکار در سال ۱۹۶۴، فیلم‌های شیر در زمستان در سال ۱۹۶۸، خداحافظ، آقای چپیس در ۱۹۷۲، طبقه حاکم در ۱۹۸۰، بدل‌کار و سال محبوب من در سال ۱۹۸۲ نیز نامزدی جایزهٔ اسکار را برای «اوتول» به همراه داشتند.
او رکورد «بیشترین نامزدی جایزهٔ اسکار بدون برد» را دارد که بر این اساس، در سال ۲۰۰۳ و در سن ۷۰ سالگی جایزه اسکار افتخاری را به‌خاطر یک عمر فعالیت سینمایی دریافت کرد. این جایزه به بازیگران و فیلم‌سازان مورد تحسین که موفق به کسب جایزهٔ اسکار نشده‌اند اهدا می‌شود. جایزهٔ اسکار افتخاری ۲۰ سال پس از آخرین نامزدی اسکار برای فیلم سال محبوب من به او رسید؛ زمانی که احتمال این‌که «اوتول» بتواند دوباره نامزد جایزهٔ اسکار شود بسیار کم بود. «اوتول»، با فرستادن نامه‌ای به آکادمی اسکار، جایزهٔ افتخاری اسکار را رد کرد که تا رسیدن او به سن ۸۰ سالگی به او تعلق نگرفته بود.
وی در سال ۲۰۰۶ آخرین نامزدی اسکار را نیز برای بازی در فیلم ونوس کسب کرد، اما دوباره نتوانست جایزهٔ اسکار را به‌دست آورَد و جایزه به فارست ویتاکر برای فیلم آخرین پادشاه اسکاتلند رسید. «اوتول» در مراسم اسکار در سال ۲۰۰۶ به حضار گفت: من اسکار خودم را دارم که تا لحظهٔ مرگ با من است.
از افتخارات سینمایی «پیتر اوتول» می‌توان به جایزهٔ بفتا در سال ۱۹۶۳، چهار جایزه دیوید دی دوناتلو معروف به اسکار سینمای ایتالیا و سه جایزه گلدن گلوب اشاره کرد.

## درگذشت
پیتر اوتول، که در دههٔ ۱۹۷۰ هم به سرطان دستگاه گوارش دچار شده‌بود، سرانجام در ۱۴ دسامبر ۲۰۱۳ در بیمارستان ولینگتون شهر لندن در سن ۸۱سالگی درگذشت.

## بخشی از فیلم‌شناسی
- کاترین اسکندریه (۲۰۱۴)
- ال دورادو (۲۰۱۲)
- برای شکوه بزرگتر (۲۰۱۲)
- کلبه کریسمس (۲۰۰۸)
- تودورها (مجموعه تلویزیونی) (نقش پل سوم) (۲۰۰۸)
- دین اسپانلی (۲۰۰۸)
- گرد ستاره (۲۰۰۷)
- راتاتویی (۲۰۰۷)
- یک شب با پادشاه (نقش سموئیل) (۲۰۰۶)
- ونوس (۲۰۰۶)
- تروآ (نقش پریاموس) (۲۰۰۴)
- چیزهای روشن جوان (۲۰۰۳)
- مولوکای (۱۹۹۹)
- فانتوم‌ها (۱۹۹۸)
- شاه رالف (۱۹۹۱)
- دزد رنگین‌کمان (۱۹۹۰)
- جفری برنارد ناخوش است (نمایشنامه) (۱۹۸۹)
- کریستال یا خاکستر (۱۹۸۸)
- ارواح والا (۱۹۸۸)
- آخرین امپراتور (۱۹۸۷)
- باشگاه بهشت (۱۹۸۶)
- سوپرگرل (۱۹۸۴)
- کیم (۱۹۸۴)
- سال دلخواه من (۱۹۸۲)
- بدل‌کار (۱۹۸۰)
- کالیگولا (۱۹۸۰)
- مردی از لا مانتا (۱۹۷۲)
- طبقه حاکم (۱۹۷۲)
- زیر درخت شیر (۱۹۷۲)
- جنگ مورفی (۱۹۷۱)
- رقص کانتری (۱۹۷۰)
- خداحافظ، آقای چپیس (۱۹۶۹)
- شیر در زمستان (نقش هنری دوم انگلستان) (۱۹۶۸)
- کازینو رویال (۱۹۶۷)
- شب ژنرال‌ها (۱۹۶۷)
- کتاب مقدس (۱۹۶۶)
- چگونه یک‌میلیون بدزدیم (۱۹۶۶)
- مرغ دریایی (۱۹۶۵)
- تازه چه خبر پوسی‌کت؟ (۱۹۶۵)
- لرد جیم (۱۹۶۵)
- بکت (نقش هنری دوم انگلستان) (۱۹۶۴)
- لورنس عربستان (نقش توماس ادوارد لورنس) (۱۹۶۲)
- بی‌گناهان وحشی (برف‌های خونین) (۱۹۶۰)